# 아미가 액션
아미가 액션(Amiga Action)은 아미가 비디오 게임에 대한 월간 잡지였다. 영국에서 유로프레스(Europress, 이후 IDG 미디어)에 의해 출판되었으며 1989년 10월부터 1996년 12월까지 89개의 전체 호를 발행했다. 폐쇄 후 자매 출판물인 아미가 컴퓨팅(Amiga Computing)으로 합병되어 게임 섹션을 대체했다. 이 잡지도 종료 시점인 1997년 9월까지 10개 호에 걸쳐 게재되었다.